# アンダーカバー (テレビドラマ)
『アンダーカバー』（Undercovers）は、J・J・エイブラムスとジョシュ・ランス企画によるアメリカ合衆国のテレビドラマであり、NBCにより2010年9月22日から12月29日まで放送された。製作総指揮はエイブラムスとランスの他にブライアン・バークが務めた。
2010年11月4日、低視聴率を理由に番組の打ち切りが発表された。最後の2話はアメリカ合衆国では未放送であり、2012年1月2日と9日にオーストラリアで放送された。
2018年1月よりAXNにて放送。

## 製作
2010年5月3日、NBCはシリーズ化を正式に決定し、2010年秋開始が予定された。初回は9月22日水曜に放送された。
パイロット版はエイブラムスが監督した。エイブラムスがテレビシリーズのエピソードを監督するのは2007年の『ザ・オフィス』の第3シーズン第18話「Cocktails」以来である。
2010年11月4日、NBCが視聴率の低迷を理由に打ち切りを発表した。

## キャスト
- ググ・バサ＝ロー - サマンサ・ブルーム
- ボリス・コジョー - スティーヴン・ブルーム
- ベン・シュワルツ - ビル・ホイト
- メキア・コックス - リジー・ギリアム
- カーター・マッキンタイア - レオ・ナッシュ
- ジェラルド・マクレイニー - カールトン・ショウ

## エピソード
| №  | タイトル                               | 監督                       | 脚本                                  | 初放送日                                          | 製作番号 | 合衆国視聴者数 （百万人） |
| -- | -------------------------------------- | -------------------------- | ------------------------------------- | ------------------------------------------------- | -------- | ------------------------- |
| 1  | "消えたエージェント" "Pilot"           | J・J・エイブラムス         | J・J・エイブラムス & ジョシュ・ランス | 2010年9月22日                                     | 296768   | 8.57                      |
| 2  | "さらわれた博士" "Instructions"        | スティーヴン・ウィリアムズ | J・J・エイブラムス & ジョシュ・ランス | 2010年9月29日                                     | 2J5452   | 7.24                      |
| 3  | "暗号解読" "Devices"                   | タッカー・ゲイツ           | J・J・エイブラムス & ジョシュ・ランス | 2010年10月6日                                     | 2J5453   | 6.38                      |
| 4  | "意外な共犯者" "Jailbreak"             | アンソニー・ヘミングウェイ | フィル・クレマー                      | 2010年10月13日                                    | 2J5455   | 5.93                      |
| 5  | "娘のために" "Not Without My Daughter" | ダン・アティアス           | エルウッド・リード                    | 2010年10月20日                                    | 2J5454   | 5.90                      |
| 6  | "ホイトの恋" "Xerxes"                  | スティーヴン・ウィリアムズ | マイケル・フォーリー                  | 2010年10月27日                                    | 2J5456   | 5.45                      |
| 7  | "姿のない暗殺者" "Assassin"            | ブラッド・アンダーソン     | Karin Gist                            | 2010年11月3日                                     | 2J5457   | 5.91                      |
| 8  | "裏切りのフライト" "Crashed"           | ローズマリー・ロドリゲス   | アンソニー・スパークス                | 2010年11月10日                                    | 2J5458   | 5.13                      |
| 9  | "死のダイヤモンド" "A Night to Forget" | フレデリック・E・O・トーイ | Alex Katsnelson                       | 2010年12月1日                                     | 2J5459   | 4.82                      |
| 10 | "緑色の陰謀" "Funny Money"             | ジョナス・ペイト           | トレイシー・ベロモ                    | 2010年12月22日                                    | 2J5460   | 4.21                      |
| 11 | "テロリストの真意" "The Key to It All" | タッカー・ゲイツ           | フィル・クレマー                      | 2010年12月29日                                    | 2J5461   | 4.46                      |
| 12 | "狙われた生物兵器" "Dark Cover"        | ジェフ・トーマス           | エルウッド・リード                    | 未放送（アメリカ） 2012年1月2日（オーストラリア） | 2J5462   | N/A                       |
| 13 | "真実の行方" "The Reason"              | スティーヴン・ウィリアムズ | マイケル・フォーリー                  | 未放送（アメリカ） 2012年1月9日（オーストラリア） | 2J5463   | N/A                       |